# حفل افتتاح

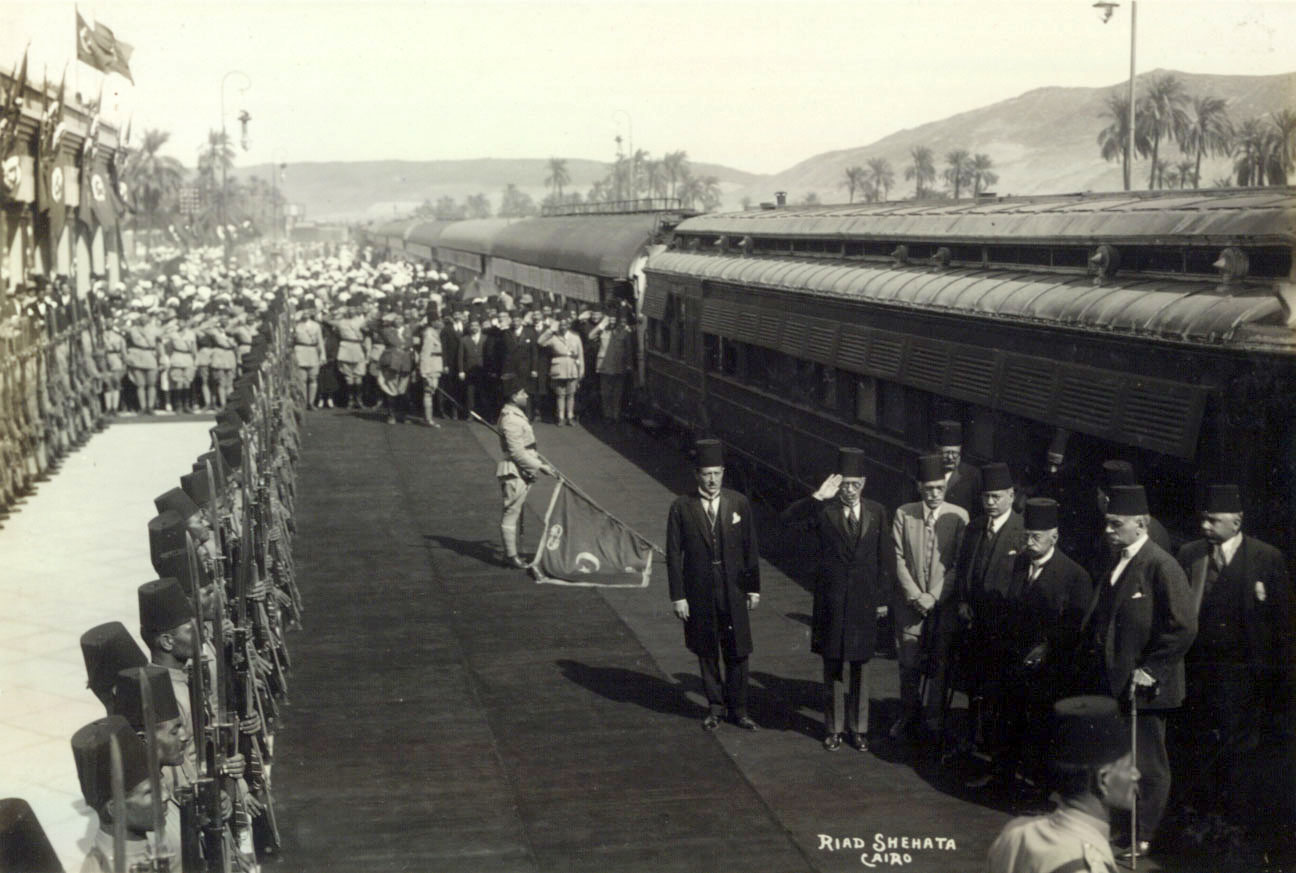
افتتاح خط سكة حديد أسوان في مصر الخديوية

حفل الافتتاح يقام عند الانتهاء من تشييد منشأة، أو عند بدئ فعالية من قبيل الأولمبياد أو كأس العالم لكرة القدم.